# Avery Dennison
Avery Dennison Corporation, i Danmark kendt som Avery Etiketeringssystemer, er en amerikansk producent af trykfølsomme produkter til kontoret, herunder særligt etiketter og papir. Hovedsædet er beliggende i Pasadena, Californien. I 2005 havde Avery Dennison en omsætning på 5,4 mia. dollars.
Mens den oprindelige virksomhed, Avery, blev dannet af R. Stanton Avery i 1935, blev det nuværende Avery Dennison dannet i 1990 ved en fusion af Avery og Dennision Manufacturing Company, der blev grundlagt i 1844. 
Avery Dennison er noteret på New York Stock Exchange og er rangeret som nr. 382 på Fortune 500-listen.
Virksomhedens nordiske hovedsæde er beliggende i Dronningborg, Randers.